# Dana Air
Dana Air ist eine nigerianische Fluggesellschaft mit Sitz in Ikeja und Basis auf dem Flughafen Lagos.

## Geschichte
Dana Air wurde 2007 gegründet und unterhielt zunächst eine Flotte von zwei Flugzeugen. Durch Zukäufe gebrauchter Maschinen der Alaska Airlines vergrößerte sich die Flotte sukzessive. Nach dem Unglück Anfang Juni 2012 wurde der Gesellschaft durch die nigerianischen Aufsichtsbehörden vorläufig die Betriebslizenz entzogen. Im September 2012 wurde sie wieder erteilt und ab 22. April 2013 bot Dana Air wieder Flüge von Abuja und Lagos nach Port Harcourt an.
Aufgrund technischer Mängel an den eingesetzten Flugzeugen hat die nigerianische Luftfahrtsicherheitsbehörde NCAA gegenüber Dana Air im Januar 2014 erneut ein Flugverbot bis auf Weiteres ausgesprochen. Im Dezember 2014 wurde die Airline jedoch wieder zugelassen.
Am 20. Juli 2022 hat die nigerianische Zivilluftfahrtbehörde (NCAA) die Lufttransportlizenz (ATL) und des Luftverkehrsbetreiberzeugnisses (AOC) von Dana Airlines auf unbestimmte Zeit ausgesetzt, nachdem die Behörde feststellte, dass die Fluggesellschaft nicht mehr in der Lage ist, ihren finanziellen Verpflichtungen nachzukommen und einen sicheren Flugbetrieb durchzuführen. Im November 2022 nahm die Fluggesellschaft ihren Betrieb wieder auf.
Am 24. April 2024 wurde das AOC der Fluggesellschaft infolge eines Zwischenfalls erneut ausgesetzt, die Airline muss sich einer Sicherheits- und Finanzprüfung unterziehen.

## Flugziele
Dana Air bedient von Lagos aus Ziele innerhalb Nigerias.

## Flotte
Mit Stand Januar 2024 besteht die Flotte der Dana Air aus sieben Flugzeugen mit einem Durchschnittsalter von 30,2 Jahren:
| Flugzeugtyp             | Anzahl | bestellt | Anmerkungen | Durchschnittsalter |
| ----------------------- | ------ | -------- | ----------- | ------------------ |
| Boeing 737-300          | 2      |          |             | 26,5 Jahre         |
| McDonnell Douglas MD-82 | 1      |          |             | 27,5 Jahre         |
| McDonnell Douglas MD-83 | 4      |          |             | 32, 4 Jahre        |
| Gesamt                  | 7      | –        |             | 30,2 Jahre         |

## Zwischenfälle
- Am 3. Juni 2012 stürzte eine mit 153 Personen besetzte McDonnell Douglas MD-83 mit dem Luftfahrzeugkennzeichen 5N-RAM auf dem Dana-Air-Flug 992 in ein Wohngebiet von Lagos. Die Maschine kam aus Abuja und sollte in Lagos landen.[8]
- Am Morgen des 23. April 2024 kam eine aus Abuja kommende McDonell Douglas MD-82 mit dem Luftfahrzeugkennzeichen 5N-BKI bei der Landung auf dem Flughafen Lagos von der Landebahn ab, nachdem das Bugfahrwerk nachgegeben hatte. Es gab keine Verletzten.[6][9]